# Golińsk (przystanek kolejowy)
Golińsk − kolejowy przystanek osobowy w Golińsku, w Polsce, w województwie dolnośląskim, w powiecie wałbrzyskim.